# Virtsu
Koordinaten: 58° 34′ N, 23° 31′ O
Virtsu (deutsch Werder) ist ein Dorf (alevik) in der estnischen Landgemeinde Lääneranna im Kreis Pärnu (bis 2017: Landgemeinde Hanila im Kreis Lääne).

## Einwohnerschaft und Lage

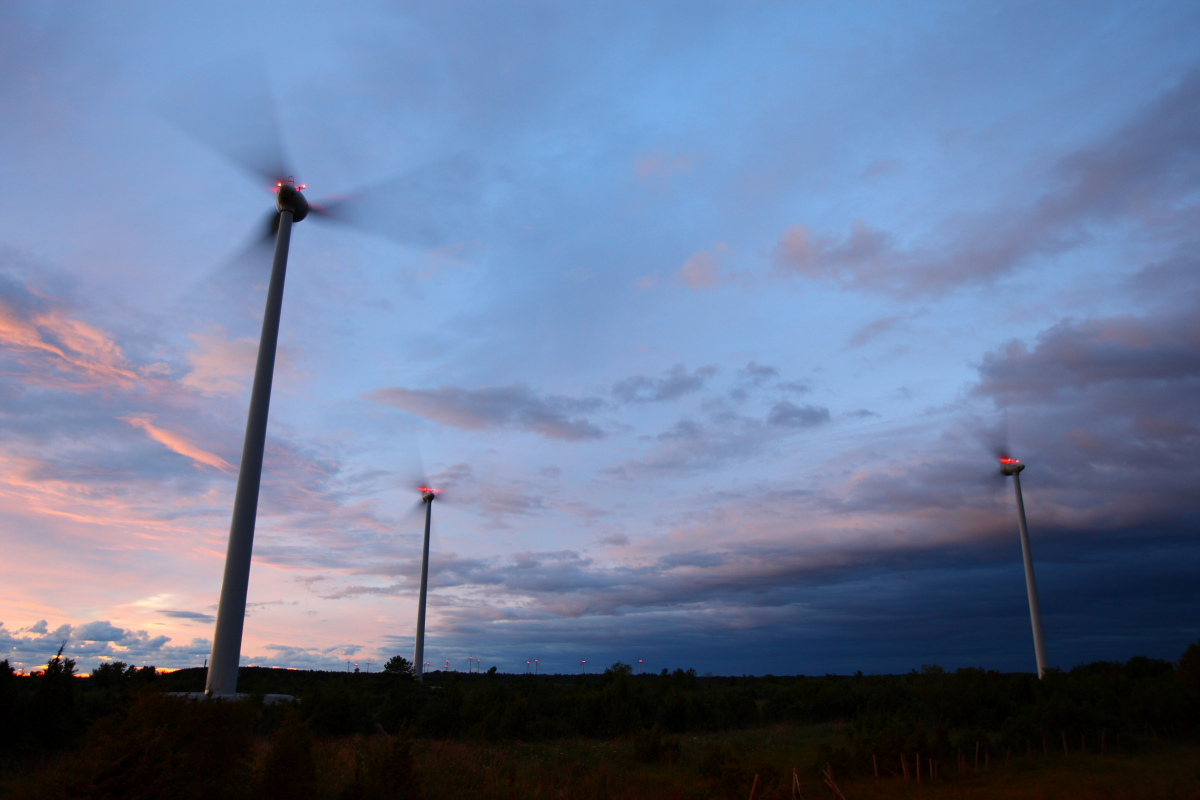
Windpark von Virtsu

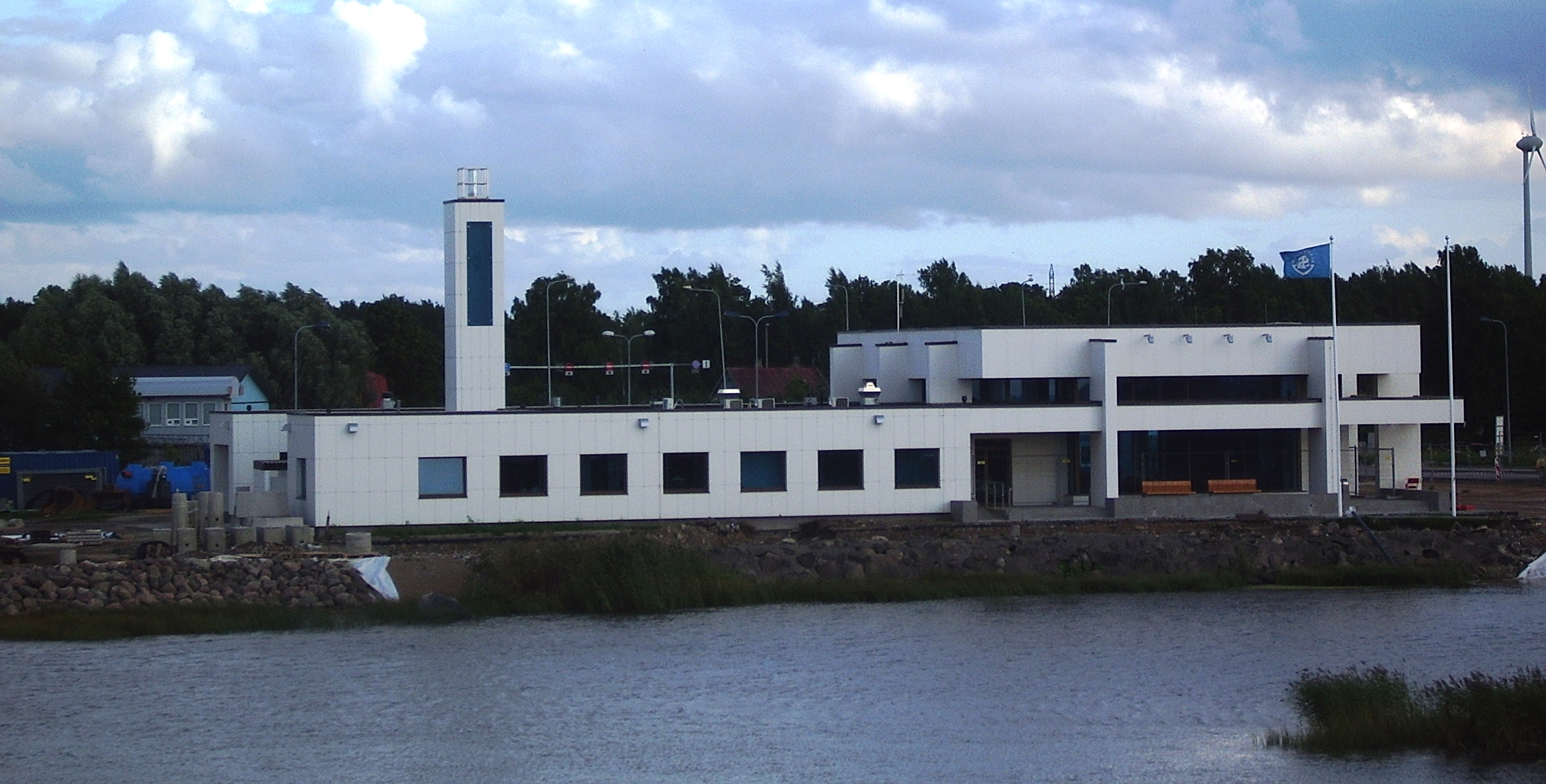
Fährhafen

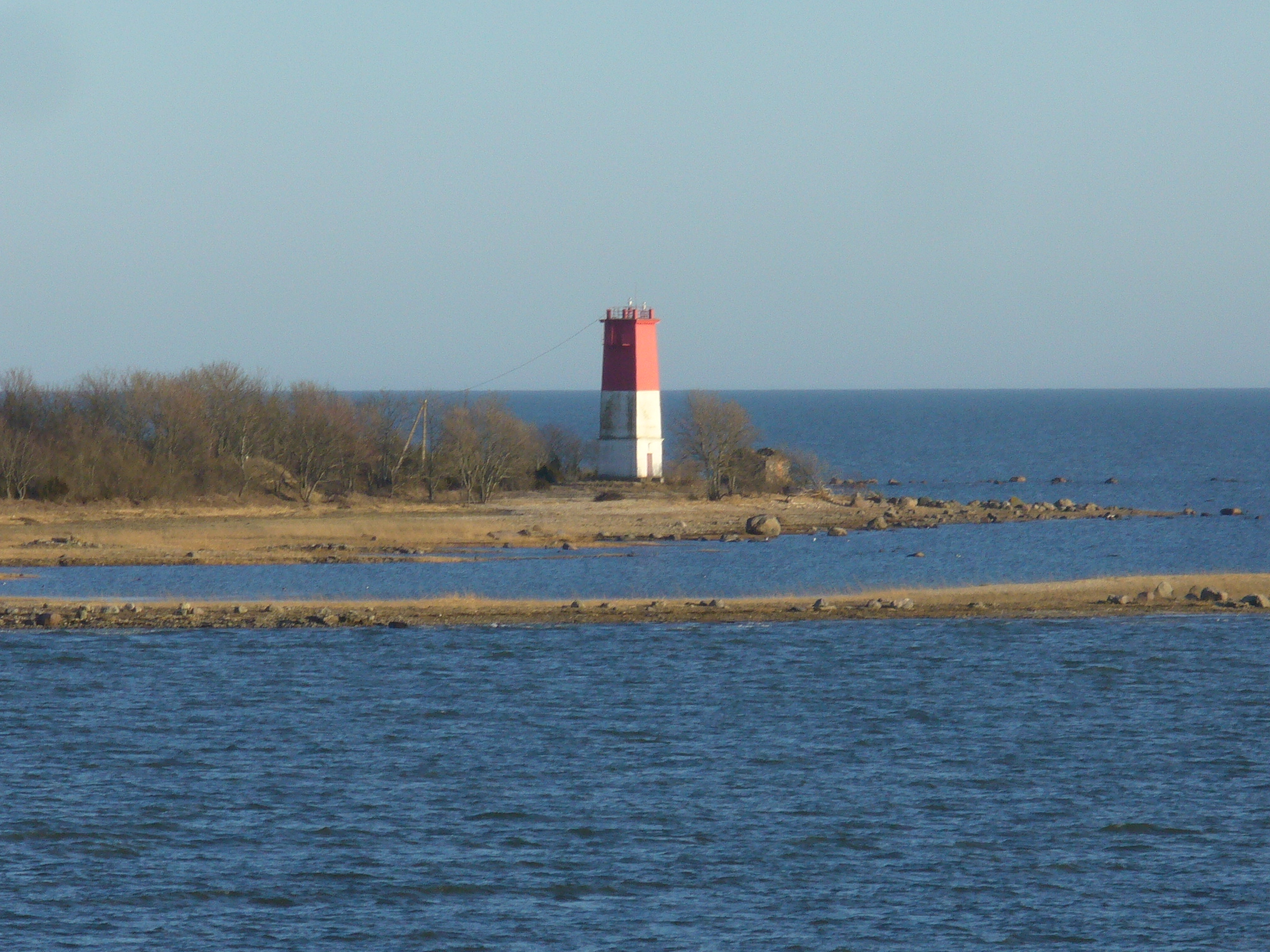
Leuchtturm

Virtsu hat 608 Einwohner (Stand 1. Januar 2013). Es liegt 138 km von der estnischen Hauptstadt Tallinn entfernt.
Der Ort liegt sich auf der gleichnamigen, sieben Quadratkilometer großen Halbinsel (Virtsu poolsaar) an der Ostsee. Er ist vor allem bekannt für seinen Fährhafen auf die Insel Muhu.
Noch bis zu Beginn des 19. Jahrhunderts war Virtsu eine Insel, die dann erst durch die Hebung des Landes mit dem Festland verbunden wurde.
Das Dorf entstand Ende des 19. Jahrhunderts um den wichtigen Hafen. Vom Hafen von Virtsu besteht die einzige regelmäßige Fährverbindung vom Festland über den Suur väin („Großen Sund“) nach Kuivastu auf der Insel Muhu, die über einen Damm mit der größten estnischen Insel Saaremaa verbunden ist. Die Fährstrecke von Virtsu nach Kuivastu beträgt 6,5 Kilometer. Im Hafen von Virtsu stehen sechs Kais für Fähren und Frachtschiffe zur Verfügung.
Virtsu unterhält eine Grundschule und eine Bibliothek. Daneben bestehen eine Apotheke, eine Postfiliale und eine meteorologische Station. In dem Ort hat sich seit 1996 ein „Hobby-Museum“ (Virtsu Harrastusmuuseum) mit wechselnden Ausstellungen etabliert. Auf dem Bauernhof Kirsi talu ist eine Ausstellung mit alten Fahrzeugen zu sehen.

## Leuchtturm
1866 wurde erstmals ein Leuchtturm in Virtsu errichtet. Das 28,5 m hohe Bauwerk wurde in Frankreich bestellt. Daneben lag eine Seerettungsstation.
Der Leuchtturm in Virtsu wurde sowohl im Ersten (1917) als auch im Zweiten Weltkrieg (1944) zerstört. Heute befindet sich in Virtsu eine 18 m hohe Leuchtturmkonstruktion aus Beton aus dem Jahre 1951.

## Wirtschaft
Von 1931 bis 1968 verkehrte eine Schmalspurbahn von Rapla nach Virtsu. 1944 wurde das zweigeschossige Bahnhofsgebäude mit seinem hohen Dach zerstört.
Wirtschaftliche Bedeutung haben in Virtsu neben dem Hafen eine fischverarbeitende Fabrik und ein Unternehmen zur Herstellung von Plastikfenstern. Bekannt ist Virtsu heute auch durch den im Oktober 2002 eingeweihten Windpark des estnischen Energiekonzerns Eesti Energia. Er wurde 2008 und 2010 erweitert.

## Burg Werder
1465 wurde die Vasallenburg von Virtsu erstmals urkundlich erwähnt. Sie entstand wahrscheinlich in den 1430er Jahren in Ufernähe. Gründer war die Familie Uexküll, Vasallen des Bischofs von Ösel-Wiek. Ihr Zweck war die Überwachung der Seewege zwischen dem estnischen Festland und der Insel Saaremaa.
Der kastellartige Grundriss der Burg war rechteckig mit einer Seitenlänge von 25 m. An der nordöstlichen und an der südwestlichen Ecke standen die Wehrtürme. Die Mauern waren größtenteils aus Kalkstein.
Die Festung wurde 1533/34 in den Kämpfen zwischen dem örtlichen Bischof, Reinhold von Buxhoeveden, und dem Gegenbischof Wilhelm von Brandenburg-Ansbach-Kulmbach („Wieksche Fehde“) zerstört. Der Vertrag von Valmiera 1536 verbot ihren Wiederaufbau. Einige Überreste der ehemaligen Festung sind heute noch zu sehen.

## Schloss Werder
Der Hof von Virtsu wurde erstmals 1459 urkundlich erwähnt. Bis ins 19. Jahrhundert trug er den Namen Vana-Virtsu („Alt-Werder“).
Ab 1777 entstand durch den Deutschbalten Carl Thure von Helwig (1741–1810) das repräsentative Herrenhaus „Schloss Werder“ im Barock-Stil, später auch ein 4,6 ha großer Park. Ab 1853 gehörte das Anwesen der adligen deutschbaltischen Familie Uexküll. Die Wände des Herrenhauses wurden mit wertvollen Malereien verziert und in den Räumen installierte man Rokoko-Öfen.
Das Herrenhaus wurde 1917 durch russische Seestreitkräfte weitgehend zerstört. In den Kellerräumen ist seit 1970 eine Bar untergebracht.
Im Jahr 1918 kam es im Zuge des deutschen Landungsmanövers Unternehmen Albion hier zu Artilleriegefechten zwischen zaristischen Küstenbatterien und der kaiserlichen Marine.